# Jacques Krabal
 (juin 2016).
Si vous disposez d'ouvrages ou d'articles de référence ou si vous connaissez des sites web de qualité traitant du thème abordé ici, merci de compléter l'article en donnant les références utiles à sa vérifiabilité et en les liant à la section « Notes et références ».
Jacques Krabal, né le 10 avril 1948 à Épieds (Aisne), est un homme politique français. Membre du Parti radical de gauche, de l'Initiative démocratique de gauche, de Cap21 puis de LREM, il est député de la 5e circonscription de l'Aisne de 2012 à 2022.

## Carrière politique
Il est d'abord élu maire de Brasles en 1983 puis conseiller général du canton de Château-Thierry (de 1992 à 2013) avant de devenir maire de Château-Thierry en 2008.
En 2012, il se présente aux élections législatives dans la cinquième circonscription de l'Aisne, face à la députée sortante UMP, Isabelle Vasseur. Il a pour suppléant Jean-Claude Pruski, maire de Villers-Cotterêts[réf. nécessaire]. Au soir du premier tour, il arrive en deuxième position derrière Isabelle Vasseur (29,79 % des voix contre 31,22 % pour la députée). Alors que le candidat frontiste Franck Briffaut est en position de se maintenir (22,74 %), Jacques Krabal semble disposer d'importants réservoirs de voix à gauche : Dominique Jourdain (EÉLV) et Mireille Ausécache (FG) réunissent respectivement 9,79 % et 4,46 % des suffrages. Le 17 juin, il est élu député en rassemblant 42,21 % des voix, devant Isabelle Vasseur à 36,7 %.
À l'Assemblée nationale de 2012 à 2017, il est membre du groupe parlementaire RRDP (Radical, Républicain, Progressiste et Démocrate) dont le président est Roger-Gérard Schwartzenberg.
Il participe les 21 et 22 novembre 2013 à la conférence des parties de l'ONU (COP) de Varsovie avec la délégation française emmenée par Philippe Martin, ministre de l'écologie. À l'issue de cette conférence, il est nommé membre du groupe de travail sur les conséquences du réchauffement climatique par Jean-Paul Chanteguet, président de la commission du développement durable.
En 2014, il rejoint le parti écologiste Cap21.
Il soutient Emmanuel Macron, candidat En marche pour l'élection présidentielle de 2017. Briguant un second mandat de député lors des législatives 2017, investi par La République en marche, il est réélu au second tour avec 57,9 %, face au candidat Front national. En raison de la réglementation sur le non-cumul des mandats, il démissionne de son mandat de maire de Château-Thierry.
Peu présent à l'Assemblée nationale, Jacques Krabal est selon France info, en 2019, le « plus mauvais élèves des 17 députés de Picardie lorsqu'il s'agit de se bouger au palais Bourbon ».
Il est nommé chevalier de l'ordre national de la Légion d'honneur en juillet 2023 et reçoit les insignes en septembre 2024.

## Affaire judiciaire
Le 16 janvier 2019, Jacques Krabal est jugé en première instance du conseil de prud’hommes de Paris. Il est condamné à verser 50 548,72 € à son ancien directeur de cabinet, Michaël Gomez, à la suite d'une plainte pour travail dissimulé et harcèlement moral.

## Résultats électoraux

### Élections législatives
| Année | Parti | Parti | Circonscription | 1er tour | 1er tour | 1er tour | 2d tour | 2d tour | 2d tour |
| Année | Parti | Parti | Circonscription | Voix     | %        | Rang     | Voix    | %       | Issue   |
| ----- | ----- | ----- | --------------- | -------- | -------- | -------- | ------- | ------- | ------- |
| 2012  |       | PRG   | 5e de l'Aisne   | 14 141   | 29,79    | 2e       | 20 427  | 42,21   | Élu     |
| 2017  |       | LREM  | 5e de l'Aisne   | 14 206   | 35,97    | 1er      | 19 609  | 57,82   | Élu     |

### Élections municipales
| Année | Parti | Parti | Commune         | Position      | 1er tour | 1er tour | 1er tour | 2d tour | 2d tour | 2d tour | Sièges (CM) |
| Année | Parti | Parti | Commune         | Position      | Voix     | %        | Issue    | Voix    | %       | Issue   | Sièges (CM) |
| ----- | ----- | ----- | --------------- | ------------- | -------- | -------- | -------- | ------- | ------- | ------- | ----------- |
| 2008  |       | DVG   | Château-Thierry | Tête de liste | 2 567    | 43,12    | 1er      | 3 164   | 51,97   | Élu     | 25 / 33     |
| 2014  | 3 000 | DVG   | Château-Thierry | Tête de liste | 62,06    | Élu      |          |         |         | 28 / 33 |             |

## Détail des mandats

### Mandats nationaux
- 20 juin 2012 - 20 juin 2017 : député
- 21 juin 2017 - 21 juin 2022 : député

### Mandats locaux
- 1983-2008 : maire de Brasles
- 1992-2013 : membre du conseil général de l'Aisne (canton de Château-Thierry)
- 2007-2017 : président de l’Union des communautés de communes du sud de l’Aisne (UCCSA)
- 2008-???? : conseiller municipal de Château-Thierry
- 2008-2017 : maire de Château-Thierry
- 2014-2016 : conseiller de la communauté de communes la Région de Château-Thierry
- 2017-???? : conseiller de la communauté d'agglomération de la Région de Château-Thierry